# Iniziali: BCGLF
Iniziali: BCGLF è un album di Giovanni Lindo Ferretti e Giorgio Barberio Corsetti, datato 2003.

## Tracce
1. Buon anno, di che anno?
2. Dea madre
3. Nascita (Lorica - Lupo)
4. Barbaro (Modernità)
5. Maciste contro tutti
6. Di porti e interporti
7. Veda-express (Passaporto - Africa)
8. Bantù
9. Mercato africano
10. Festen (Ascesa)
11. Salotto aereo (Contatto)
12. Dimora della carne
13. Di nomadi e monasteri (Storia di Ta)
14. Di cavalli e cavallanti
15. Inch'Allah, ça va
16. Amandoti
17. Julien e Chiara
18. Palpitazione tenue